# Kyrkans Akademikerförbund
Kyrkans Akademikerförbund (KyrkA) är ett svenskt fackförbund som organiserar akademiker inom Svenska kyrkan. De största yrkesgrupperna är präster, diakoner och församlingspedagoger. Förbundet är anslutet till Saco. 
Förbundet bildades 1954 efter en sammanslagning av Allmänna svenska prästföreningen (1903) med Sveriges yngre prästers förbund (1944). Ursprungligen hette förbundet Svenska prästförbundet, därefter bytte man 1979 namn till Svenska Kyrkans Personalförbund och 1998 fick förbundet sitt nuvarande namn.

## Ordförande
- 1954–1955 Torsten Ysander[1]
- 1961–1972 Ove Hassler
- 2006–2024 Bror Holm
- 2024– Pamela Garpefors